# Golfinho-liso-do-norte
O Golfinho-liso-do-norte (Lissodelphis borealis) é um golfino do género Lissodelphis. Só é encontrado no Oceano Pacífico norte, entre as latitudes 35º N e 51º N.
Habitam a plataforma continental e águas mais profundas em que a temperatura varie entre os 8 e 24 °C. Aproximam-se da costa apenas em zonas onde existam águas profundas próximo da costa.
Os adultos têm comprimento corporal entre os 2 e os 3 metros, pesando entre 60 e 100 kg. Alimentam-se de peixes e lulas.